# Carlos Therón Sánchez
Carlos Therón Sánchez (Salamanca, Espanya, 15 d'abril de 1978) és un director de cinema espanyol.

## Carrera cinematogràfica
Carlos Therón és director, guionista i realitzador.
Va guanyar el premi Goya de 2005 al Millor Curtmetratge Documental per En la cuna del aire amb la seva productora Producciones Líquidas, creada amb el seu director de fotografia habitual: Antonio J. García. La productora va guanyar també el Goya de 2008 al Millor Curtmetratge de Ficció per Miente d'Isabel de Ocampo, en el qual també el muntatge és a càrrec de Carlos Therón.
És autor i director dels curts Comunica, La Ley de Murphy (2000), Interruptus (2003) i Impávido (2007), guanyadors de nombrosos premis cinematogràfics.
També ha realitzat videoclips de grups de música com Los Delinqüentes.
En televisió, ha dirigit les sèries Los hombres de Paco, El barco, Chiringuito de Pepe, Olmos y Robles i Mira lo que has hecho.

## Filmografia

### Cinema

#### Llargmetratges
- 2020: Operación Camarón (com a director)[3]
- 2019: Lo dejo cuando quiera (com a director)
- 2017: Es por tu bien (com a director)
- 2013: Piratas y libélulas (com a editor)
- 2012: Impávido (com a director, guionista i editor)
- 2011: Fuga de cerebros 2 (com a director)

#### Curtmetratges
- 2011: Desenterrando|Desenterrando "Enterrado" (com a director, editor i càmara)
- 2011: La raya que me raya (com a actor, un home en un carrer)
- 2008: Miente (productor i editor)
- 2007: Impávido (com a director i guionista)
- 2006: Energy! (no he conocido el éxito) (editor)
- 2004: Skirting Thirty: The Elsa River's Story (cinematògraf)
- 2004: Di algo (Assistent de direcció)
- 2003: Interruptus (director, productor i guionista)
- 2000: La ley de Murphy (director, productor i guionista)

### Televisió

#### Com a director
- 2015: Olmos y Robles (2 episodis) (La 1)
- 2014, 2016: El Chiringuito de Pepe (9 episodis) (Telecinco)
- 2012-2013: El barco (4 episodis) (Antena 3)
- 2010: Los hombres de Paco (3 episodis) (Antena 3)

#### Com a coproductor
- 2016: El Chiringuito de Pepe (16 episodis) (Telecinco)
- 2015: Olmos y Robles (7 episodis) (La 1)